# Гуннера красильная
Гунне́ра краси́льная (лат. Gunnéra tinctória) — крупное травянистое растение, вид рода Гуннера (Gunnera) семейства Гуннеровые (Gunneraceae).

## Ботаническое описание

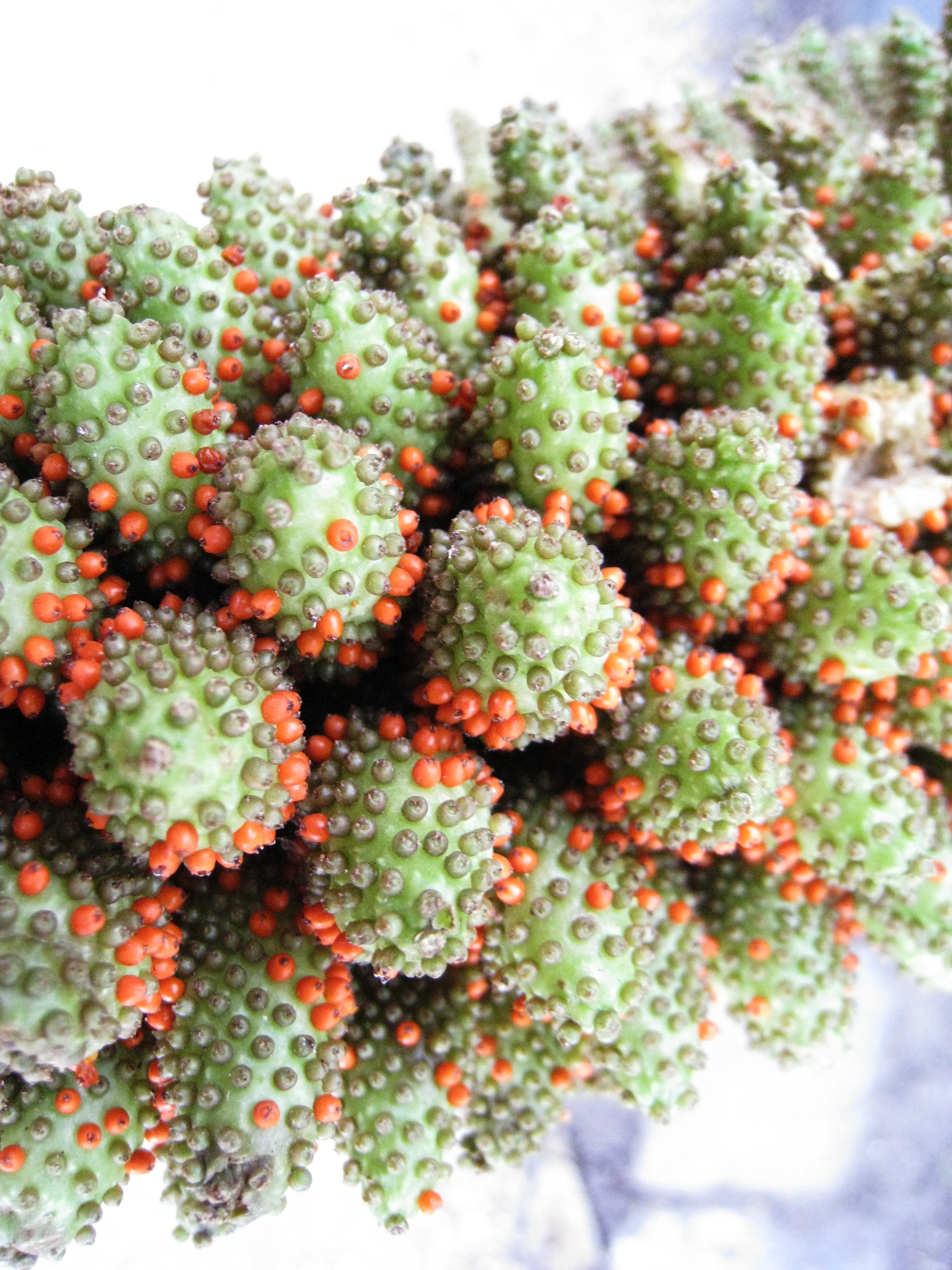
Часть соцветия с созревающими плодами

Крупное многолетнее травянистое растение с толстым корневищем, до 2 м высотой. Стебель полупогружённый, кроваво-красный, с многочисленными колючими листовыми черешками, а также с перезимовывающими почками возобновления. Листовые пластинки и черешки покрыты жёсткими шипами. Черешки кроваво-красные, 1—1,5 м длиной, пластинки до 80×100 см, толстые, в очертании округлые, пальчато-лопастные (с 5—7 лопастями), по краям неправильно зубчатые, с отчетливо выпуклой с нижней стороны сетью жилок, снизу заметно опушённые, в особенности по жилкам.
Соцветие — метёлка 50—75 см длиной и до 10 см толщиной, с многочисленными цветками на колосовидных веточках; на растении образуется от одного до четырёх колосьев. Цветки мелкие, до 2 мм длиной, зеленоватые, с двумя долями околоцветника. Цветоносный стебель 2—20 см высотой.
Плоды — односемянные красно-оранжевые костянки продолговатой формы, 1,5—2 мм длиной. Семена яйцевидные, 1—1,3 мм в поперечнике.

## Распространение
Первоначальный ареал растения — Чили между 36-й и 42-й параллелями южной широты, впоследствии оно распространилось по обе стороны Анд в Аргентине, Колумбии, Перу, Эквадоре, Венесуэле, Боливии. Гуннера часто выращивается в качестве декоративного растения, легко сбегает из культуры (в Великобританию завезена в 1849 году, в Новую Зеландию — в 1968 году). В настоящее время часто встречается на юго-западе Англии и Ирландии, на Азорских островах, а также в Новой Зеландии, в прибрежных районах Калифорнии. Гуннера вне природного ареала начала стремительно распространяться в 1960-х годах, что было связано с увеличением осадков и ростом температуры.
Считается опасным инвазивным видом в Калифорнии, в Великобритании, в Ирландии, во Франции, на Азорских островах, в Новой Зеландии, в Новом Южном Уэльсе.

## Таксономия и систематика

### Синонимы
- Gunnera chilensis Lam., 1789
- Gunnera commutata Blume, 1856
- Gunnera rheifolia Schindl., 1905
- Gunnera scabra Ruiz & Pav., 1798, nom. superfl.
- Panke caulescens J.F.Gmel., 1791
- Panke tinctoria Molina, 1782basionym
- Pankea chilensis (Lam.) Oerst., 1857